# Reza Shekari
Reza Shekari est un footballeur iranien né le 31 mai 1998 à Téhéran. Il évolue au poste de milieu offensif au Tractor Club.

## Biographie

### En club
Il joue deux matchs en Ligue des champions d'Asie avec l'équipe de Zob Ahan.

### En équipe nationale
Avec les moins de 19 ans, il participe au championnat d'Asie des moins de 19 ans en 2016. Lors de cette compétition, il inscrit un but en demi-finale contre l'Arabie saoudite.
Avec les moins de 20 ans, il dispute la Coupe du monde des moins de 20 ans en 2017. Lors du mondial junior, il joue trois matchs. Il inscrit un doublé contre la Zambie, puis un but contre le Portugal.